# Гдовский район
Гдо́вский райо́н — административно-территориальная единица (район) и муниципальное образование (муниципальный район) в составе Псковской области Российской Федерации.

Чудское озеро

Административный центр — город Гдов.

## География
Территория района площадью 3391 км² расположена на севере Псковской области.
Район граничит на юге с Псковским районом, на востоке — с Плюсским и Струго-Красненским районами, на севере — с Ленинградской областью. С запада на протяжении около 100 километров территория района омывается водами Чудского озера, по которому проходит граница с Эстонией.
Основные реки — Желча, Гдовка, Плюсса, Черма и Куна.

## История
Территория современного Гдовского района сперва была заселена чудью — финно-угорскими племенами, затем была освоена славянами и стала частью Новгородской Земли. В 1242 году здесь, на Чудском озере, произошло знаменитое Ледовое побоище, когда русское объединённое войско (новгородцы с псковичами и владимиро-суздальцами) разгромили немецких рыцарей, больше не посягавших после этого на русские земли с целью завоевания и принятия католицизма.
В XIV-XV веках Гдовщина входила в состав Псковской вечевой республики.
Первое упоминание населённого пункта Гдов в Псковской первой летописи датируется осенью 1322 года. Крепость Гдов была основана в 1431 году. Она неоднократно осаждалась поляками (1480 и 1581) и шведами (1652).
В 1708 году Гдов стал уездным городом в составе Санкт-Петербургской губернии, затем (с 1727 г.) — Псковской провинции Новгородской губернии. С 1777 г. Гдовский уезд входил в состав Псковского наместничества, с 1781 г. — вновь Санкт-Петербургской губернии, с 1914 г. — Петроградской губернии.
Гдовский район был образован в 1924 году в составе Ленинградской губернии, в 1926—1943 гг. — Ленинградской области, в том числе в 1933—1940 гг. в составе Псковского округа (приграничного с Эстонией и Латвией).
В марте 1941 года 7 сельсоветов Гдовского района были переданы в новый Сланцевский район.
С образованием Псковской области 23 августа 1944 года в её составе были образованы Гдовский и Полновский район (с. Ямм), объединённые в январе 1958 года в современный Гдовский район.
3 октября 1959 года к Гдовскому району была присоединена часть территории упразднённого Лядского района.

## Население
| 1959    | 1970    | 1979    | 1989    | 2002    | 2009    | 2010    | 2011    | 2012    |
| ------- | ------- | ------- | ------- | ------- | ------- | ------- | ------- | ------- |
| 28 073  | ↘23 712 | ↘21 149 | ↘20 118 | ↘17 715 | ↘15 810 | ↘12 792 | ↘12 674 | ↗12 924 |
| 2013    | 2014    | 2015    | 2016    | 2017    | 2018    | 2019    | 2020    | 2021    |
| ↘12 754 | ↘12 708 | ↘12 459 | ↘12 348 | ↘12 161 | ↘12 148 | ↘11 976 | ↘11 760 | ↘9229   |
| 2023    |         |         |         |         |         |         |         |         |
| ↘8832   |         |         |         |         |         |         |         |         |

По состоянию на 1 января 2025 года из 8832 жителей района в городских условиях (в городе Гдов) проживают 36,16 % населения района (или 3194 жителя), в сельских — 63,84 % или 5638 жителей.
По данным переписи населения 2010 года численность населения района составляла 12792 человека, в том числе 4379 городских жителей (34,23 % от общего населения) и 8413 сельских жителей (65,77 %).

### Национальный состав
По итогам переписи населения 2020 года проживали следующие национальности (национальности менее 0,1 % и другое, см. в сноске к строке «Другие»):
| Национальность | Численность, чел. | Доля     |
| -------------- | ----------------- | -------- |
| Русские        | 8080              | 87,55 %  |
| Узбеки         | 40                | 0,43 %   |
| Белорусы       | 39                | 0,42 %   |
| Украинцы       | 36                | 0,39 %   |
| Армяне         | 27                | 0,29 %   |
| Цыгане         | 14                | 0,15 %   |
| Татары         | 13                | 0,14 %   |
| Другие         | 980               | 10,63 %  |
| Итого          | 9229              | 100,00 % |

## Населённые пункты
По переписи 2002 года в районе насчитывалось всего 327 населённых пунктов, из которых 37 деревень без населения, 67 — с населением от 1 до 5 жителей, 58 — от 6 до 10 чел., 92 — от 11 до 25 чел., 32 — от 26 до 50 жителей, 17 — от 50 до 100 чел., 14 — от 100 до 200 чел., 5 — от 200 до 500 чел., 4 — от 500 до 1000 чел. и лишь в одном численность населения сельского населённого пункта превышает 1000 чел.
По переписи 2010 года на территории района было расположено всего 327 населённых пунктов, из которых 59 деревень без населения, 102 деревни — с населением от 1 до 5 жителей, 54 — от 6 до 10 чел., 59 — от 11 до 25 чел., 25 — от 26 до 50 жителей, 7 — от 50 до 100 чел., 12 — от 100 до 200 чел., 6 — от 200 до 500 чел. и 3 — от 500 до 1000 чел.
По состоянию на 2015 год в Гдовском районе насчитывается 328 населённых пунктов:
| №   | Населённый пункт      | Тип             | Население | Муниципальное образование |
| --- | --------------------- | --------------- | --------- | ------------------------- |
| 1   | Андронова Гора        | деревня         | ↘5        | Юшкинская волость         |
| 2   | Апалёво               | деревня         | ↗1        | Чернёвская волость        |
| 3   | Атрубашка             | деревня         | ↘7        | Полновская волость        |
| 4   | Афаносово             | деревня         | ↘7        | Чернёвская волость        |
| 5   | Байдаково             | деревня         | ↘13       | Гдов                      |
| 6   | Бакин Конец           | деревня         | →0        | Гдов                      |
| 7   | Барановка             | деревня         | ↗24       | Полновская волость        |
| 8   | Безьва                | деревня         | ↘53       | Полновская волость        |
| 9   | Бельковка             | деревня         | ↘0        | Плесновская волость       |
| 10  | Бешкино-1             | деревня         | ↗79       | Юшкинская волость         |
| 11  | Бешкино-2             | деревня         | ↘12       | Юшкинская волость         |
| 12  | Благодать             | деревня         | ↘1        | Плесновская волость       |
| 13  | Блынки                | деревня         | ↘7        | Плесновская волость       |
| 14  | Блянск                | деревня         | ↘14       | Полновская волость        |
| 15  | Богатовщина           | деревня         | →0        | Добручинская волость      |
| 16  | Богдановщина          | деревня         | →0        | Добручинская волость      |
| 17  | Большие Горбы         | деревня         | →0        | Добручинская волость      |
| 18  | Большое Озерёво       | деревня         | ↗9        | Чернёвская волость        |
| 19  | Большое Скородно      | деревня         | →16       | Чернёвская волость        |
| 20  | Боровня               | деревня         | ↘49       | Чернёвская волость        |
| 21  | Брагино               | деревня         | ↘28       | Гдов                      |
| 22  | Брод                  | деревня         | ↘39       | Плесновская волость       |
| 23  | Булатовщина Ближняя   | деревня         | ↘47       | Гдов                      |
| 24  | Булатовщина Дальняя   | деревня         | ↘0        | Гдов                      |
| 25  | Бурцовщина            | деревня         | ↗3        | Юшкинская волость         |
| 26  | Быковщина             | деревня         | ↘16       | Гдов                      |
| 27  | Васильевщина          | деревня         | ↘10       | Плесновская волость       |
| 28  | Вейно                 | деревня         | ↘105      | Добручинская волость      |
| 29  | Великуша              | деревня         | ↘23       | Самолвовская волость      |
| 30  | Верхний Гусинец       | деревня         | ↘6        | Гдов                      |
| 31  | Верховье-1            | деревня         | ↘6        | Чернёвская волость        |
| 32  | Верховье-2            | деревня         | ↘2        | Чернёвская волость        |
| 33  | Верхоляне-1           | деревня         | ↘49       | Гдов                      |
| 34  | Верхоляне-2           | деревня         | ↘52       | Гдов                      |
| 35  | Ветвеник              | деревня         | ↘62       | Юшкинская волость         |
| 36  | Ветеря 1              | деревня         | ↘7        | Самолвовская волость      |
| 37  | Ветеря 3              | деревня         | ↘17       | Самолвовская волость      |
| 38  | Волосово              | деревня         | ↘7        | Гдов                      |
| 39  | Волошно               | деревня         | ↘0        | Полновская волость        |
| 40  | Воскресенское         | деревня         | ↘20       | Добручинская волость      |
| 41  | Выселок Жуковский     | деревня         | ↘5        | Полновская волость        |
| 42  | Вяжище                | деревня         | ↘3        | Добручинская волость      |
| 43  | Вязка                 | деревня         | ↘0        | Гдов                      |
| 44  | Вязовицы              | деревня         | ↘0        | Самолвовская волость      |
| 45  | Гаглово               | деревня         | ↘9        | Спицинская волость        |
| 46  | Гашково               | деревня         | ↘9        | Самолвовская волость      |
| 47  | Гверёздка             | деревня         | ↗13       | Плесновская волость       |
| 48  | Гвоздно               | деревня         | ↘34       | Полновская волость        |
| 49  | Гдов                  | город           | ↘3194     | Гдов                      |
| 50  | Глушь                 | деревня         | →14       | Полновская волость        |
| 51  | Гнилище               | деревня         | ↘4        | Чернёвская волость        |
| 52  | Гнильск               | деревня         | ↘6        | Чернёвская волость        |
| 53  | Гологляг              | деревня         | ↘1        | Самолвовская волость      |
| 54  | Голодуша              | деревня         | ↘5        | Самолвовская волость      |
| 55  | Голышкино             | деревня         | ↘2        | Чернёвская волость        |
| 56  | Горка                 | деревня         | →3        | Добручинская волость      |
| 57  | Горка                 | деревня         | ↘2        | Добручинская волость      |
| 58  | Горка                 | деревня         | ↘4        | Полновская волость        |
| 59  | Горка                 | деревня         | ↘7        | Самолвовская волость      |
| 60  | Горка                 | деревня         | ↘9        | Юшкинская волость         |
| 61  | Горончарово           | деревня         | ↘19       | Чернёвская волость        |
| 62  | Горско-Рогово         | деревня         | ↘31       | Полновская волость        |
| 63  | Гостижбор             | деревня         | →0        | Добручинская волость      |
| 64  | Гостичево             | деревня         | ↘4        | Плесновская волость       |
| 65  | Гребенёво             | деревня         | ↘13       | Самолвовская волость      |
| 66  | Гривы                 | деревня         | ↘4        | Гдов                      |
| 67  | Губино                | деревня         | ↘4        | Гдов                      |
| 68  | Дворище               | деревня         | ↘2        | Плесновская волость       |
| 69  | Дедино                | деревня         | ↘1        | Добручинская волость      |
| 70  | Дедино                | деревня         | ↘10       | Плесновская волость       |
| 71  | Дехино                | деревня         | ↗8        | Плесновская волость       |
| 72  | Добручи               | деревня         | ↘360      | Добручинская волость      |
| 73  | Добручи               | посёлок станции | ↘2        | Добручинская волость      |
| 74  | Доможирка             | деревня         | ↘1        | Добручинская волость      |
| 75  | Драготина             | деревня         | ↘21       | Спицинская волость        |
| 76  | Дуброво               | деревня         | ↘0        | Гдов                      |
| 77  | Дуброво               | деревня         | ↘3        | Плесновская волость       |
| 78  | Дуброшкино            | деревня         | ↗3        | Полновская волость        |
| 79  | Дулёво                | деревня         | ↘1        | Гдов                      |
| 80  | Духнова Гора          | деревня         | ↘11       | Юшкинская волость         |
| 81  | Дымокорье             | деревня         | →0        | Добручинская волость      |
| 82  | Еврейно               | деревня         | ↘6        | Гдов                      |
| 83  | Елешно                | деревня         | ↘0        | Полновская волость        |
| 84  | Ельма                 | деревня         | ↘7        | Добручинская волость      |
| 85  | Ереховы Дубяги        | деревня         | ↘0        | Чернёвская волость        |
| 86  | Ермаково              | деревня         | ↘4        | Гдов                      |
| 87  | Желча                 | деревня         | ↘9        | Полновская волость        |
| 88  | Жеребятино            | деревня         | ↘5        | Полновская волость        |
| 89  | Жуково                | деревня         | ↗27       | Гдов                      |
| 90  | Журавлёв Конец        | деревня         | ↘14       | Добручинская волость      |
| 91  | Забельско             | деревня         | ↗22       | Полновская волость        |
| 92  | Заболотье             | деревня         | →5        | Самолвовская волость      |
| 93  | Заборовка             | деревня         | ↗6        | Полновская волость        |
| 94  | Заборовье             | деревня         | ↘5        | Добручинская волость      |
| 95  | Заборовье             | деревня         | ↘5        | Юшкинская волость         |
| 96  | Забредняжье           | деревня         | ↗9        | Юшкинская волость         |
| 97  | Загорье               | деревня         | ↘2        | Юшкинская волость         |
| 98  | Задубье               | деревня         | ↘10       | Гдов                      |
| 99  | Заклинье              | деревня         | ↘4        | Гдов                      |
| 100 | Заклинье              | деревня         | ↘18       | Чернёвская волость        |
| 101 | Закрапивенье          | деревня         | ↘2        | Полновская волость        |
| 102 | Залахтовье            | деревня         | ↘102      | Спицинская волость        |
| 103 | Залесье               | деревня         | ↘0        | Добручинская волость      |
| 104 | Залосенье             | деревня         | ↘5        | Добручинская волость      |
| 105 | Залюбовье             | деревня         | ↘3        | Чернёвская волость        |
| 106 | Замежничье            | деревня         | ↗33       | Полновская волость        |
| 107 | Замикушье             | деревня         | →0        | Юшкинская волость         |
| 108 | Замогилье             | деревня         | ↘44       | Спицинская волость        |
| 109 | Замошье               | деревня         | ↗6        | Самолвовская волость      |
| 110 | Замошье               | деревня         | ↗2        | Юшкинская волость         |
| 111 | Заозерье              | деревня         | →0        | Чернёвская волость        |
| 112 | Заполье               | деревня         | ↗10       | Добручинская волость      |
| 113 | Заполье               | деревня         | ↗5        | Юшкинская волость         |
| 114 | Затобинье             | деревня         | ↘0        | Полновская волость        |
| 115 | Захаровщина           | деревня         | ↘8        | Гдов                      |
| 116 | Заходы                | деревня         | ↘4        | Самолвовская волость      |
| 117 | Захонье               | деревня         | ↗1        | Добручинская волость      |
| 118 | Захонье               | деревня         | →1        | Плесновская волость       |
| 119 | Заяванье              | деревня         | →0        | Полновская волость        |
| 120 | Зигоска-1             | деревня         | ↘30       | Юшкинская волость         |
| 121 | Зигоска-2             | деревня         | ↘12       | Юшкинская волость         |
| 122 | Зуевец                | деревня         | ↘3        | Добручинская волость      |
| 123 | Зуево                 | деревня         | ↘4        | Добручинская волость      |
| 124 | Иголдино              | деревня         | ↘3        | Чернёвская волость        |
| 125 | Излучье               | деревня         | →0        | Добручинская волость      |
| 126 | Казаковец             | деревня         | →0        | Самолвовская волость      |
| 127 | Казниково             | деревня         | →0        | Добручинская волость      |
| 128 | Казурино              | деревня         | ↘16       | Спицинская волость        |
| 129 | Каменка               | деревня         | ↘4        | Плесновская волость       |
| 130 | Каменная Стража       | деревня         | ↘9        | Спицинская волость        |
| 131 | Каменный Конец        | деревня         | ↘24       | Гдов                      |
| 132 | Кануновщина           | деревня         | ↘24       | Гдов                      |
| 133 | Кареловщина           | деревня         | →1        | Плесновская волость       |
| 134 | Кежово                | деревня         | ↘3        | Добручинская волость      |
| 135 | Кишкино               | деревня         | ↘6        | Добручинская волость      |
| 136 | Кленно                | деревня         | ↘1        | Спицинская волость        |
| 137 | Княщинка              | деревня         | ↘1        | Чернёвская волость        |
| 138 | Кобылье Городище      | деревня         | ↘14       | Самолвовская волость      |
| 139 | Козлов Берег          | деревня         | ↘8        | Добручинская волость      |
| 140 | Козлово               | деревня         | ↘19       | Самолвовская волость      |
| 141 | Козлово               | деревня         | ↘9        | Юшкинская волость         |
| 142 | Кола                  | деревня         | →3        | Самолвовская волость      |
| 143 | Колодье               | деревня         | ↘3        | Гдов                      |
| 144 | Колоколово            | деревня         | ↘84       | Гдов                      |
| 145 | Комарова Гора         | деревня         | ↗3        | Гдов                      |
| 146 | Коровье Село          | деревня         | ↘6        | Самолвовская волость      |
| 147 | Корытно               | деревня         | ↘11       | Полновская волость        |
| 148 | Котельницкая Мельница | деревня         | →2        | Добручинская волость      |
| 149 | Котельно              | деревня         | →0        | Добручинская волость      |
| 150 | Котеницы              | деревня         | ↘0        | Гдов                      |
| 151 | Крапивно              | деревня         | ↘5        | Добручинская волость      |
| 152 | Криневье              | деревня         | ↘0        | Добручинская волость      |
| 153 | Крутое                | деревня         | ↗1        | Гдов                      |
| 154 | Крюково               | деревня         | →0        | Добручинская волость      |
| 155 | Кузнецово             | деревня         | →0        | Полновская волость        |
| 156 | Кунесть               | деревня         | ↗15       | Юшкинская волость         |
| 157 | Купково               | деревня         | ↘19       | Добручинская волость      |
| 158 | Курино                | деревня         | →2        | Юшкинская волость         |
| 159 | Кюровщина             | деревня         | ↘6        | Добручинская волость      |
| 160 | Кятицы                | деревня         | ↘8        | Спицинская волость        |
| 161 | Лаптовицы             | деревня         | ↘13       | Гдов                      |
| 162 | Леошкино              | деревня         | →0        | Добручинская волость      |
| 163 | Лесная                | деревня         | ↘8        | Полновская волость        |
| 164 | Липяги                | деревня         | ↗2        | Гдов                      |
| 165 | Лобановщина           | деревня         | ↘20       | Добручинская волость      |
| 166 | Ловыни                | деревня         | ↗14       | Плесновская волость       |
| 167 | Лодыгин Двор          | деревня         | ↘9        | Юшкинская волость         |
| 168 | Ложкино               | деревня         | →0        | Добручинская волость      |
| 169 | Локоть                | деревня         | ↘0        | Добручинская волость      |
| 170 | Ломово                | деревня         | →0        | Плесновская волость       |
| 171 | Луг                   | деревня         | ↘16       | Самолвовская волость      |
| 172 | Луги                  | деревня         | →0        | Гдов                      |
| 173 | Лукко                 | деревня         | ↘4        | Добручинская волость      |
| 174 | Лунёвщина             | деревня         | ↘41       | Гдов                      |
| 175 | Лунёвщина             | деревня         | ↘15       | Юшкинская волость         |
| 176 | Любимец               | деревня         | ↘2        | Добручинская волость      |
| 177 | Лядецкий Переезд      | деревня         | ↘6        | Добручинская волость      |
| 178 | Лядинки               | деревня         | ↗18       | Добручинская волость      |
| 179 | Лядины                | деревня         | ↘7        | Добручинская волость      |
| 180 | Лядцы                 | деревня         | ↘20       | Гдов                      |
| 181 | Мазиха                | деревня         | ↘6        | Гдов                      |
| 182 | Макарушино            | деревня         | ↗128      | Гдов                      |
| 183 | Малое Озерёво         | деревня         | ↗5        | Чернёвская волость        |
| 184 | Малое Скородно        | деревня         | →0        | Чернёвская волость        |
| 185 | Малые Горбы           | деревня         | →0        | Добручинская волость      |
| 186 | Малый Лужок           | деревня         | →0        | Добручинская волость      |
| 187 | Мальяковщина          | деревня         | ↘0        | Добручинская волость      |
| 188 | Марьино               | деревня         | ↘4        | Полновская волость        |
| 189 | Машутино              | деревня         | ↗24       | Гдов                      |
| 190 | Мда                   | деревня         | ↘33       | Спицинская волость        |
| 191 | Медведево             | деревня         | →0        | Полновская волость        |
| 192 | Мельговщина           | деревня         | ↘4        | Добручинская волость      |
| 193 | Мерзляково            | деревня         | ↗7        | Юшкинская волость         |
| 194 | Михково               | деревня         | ↗7        | Гдов                      |
| 195 | Моклочно              | деревня         | ↘0        | Плесновская волость       |
| 196 | Молоди                | деревня         | →14       | Полновская волость        |
| 197 | Мошки                 | деревня         | ↘2        | Добручинская волость      |
| 198 | Мяковщина             | деревня         | ↘5        | Добручинская волость      |
| 199 | Надозерье             | деревня         | ↘17       | Гдов                      |
| 200 | Надозерье             | деревня         | ↘4        | Полновская волость        |
| 201 | Незнамо-Поле          | деревня         | ↘15       | Юшкинская волость         |
| 202 | Некрытые Дубяги       | деревня         | ↘0        | Полновская волость        |
| 203 | Нижний Гусинец        | деревня         | ↘3        | Гдов                      |
| 204 | Низовицы              | деревня         | ↘46       | Самолвовская волость      |
| 205 | Новая Зубовщина       | деревня         | ↘6        | Полновская волость        |
| 206 | Новинка               | деревня         | ↘15       | Спицинская волость        |
| 207 | Новое Загорье         | деревня         | ↗6        | Полновская волость        |
| 208 | Новоселье             | деревня         | ↘2        | Самолвовская волость      |
| 209 | Новые Дубяги          | деревня         | ↘10       | Чернёвская волость        |
| 210 | Новый Опель           | деревня         | ↘3        | Плесновская волость       |
| 211 | Носовка               | деревня         | →12       | Полновская волость        |
| 212 | Озера                 | деревня         | ↘14       | Самолвовская волость      |
| 213 | Озерки                | деревня         | ↘0        | Гдов                      |
| 214 | Озерцы                | деревня         | ↘4        | Чернёвская волость        |
| 215 | Орёл                  | деревня         | ↘2        | Добручинская волость      |
| 216 | Орёл                  | деревня         | →0        | Полновская волость        |
| 217 | Ореховцы              | деревня         | ↘12       | Самолвовская волость      |
| 218 | Остров                | деревня         | ↘1        | Самолвовская волость      |
| 219 | Островня              | деревня         | →0        | Гдов                      |
| 220 | Островцы              | деревня         | ↘141      | Спицинская волость        |
| 221 | Панково               | хутор           | ↘0        | Гдов                      |
| 222 | Пантелеево            | деревня         | ↗4        | Полновская волость        |
| 223 | Парем                 | деревня         | ↘3        | Добручинская волость      |
| 224 | Партизанская          | деревня         | ↗387      | Полновская волость        |
| 225 | Первомайская          | деревня         | ↘101      | Полновская волость        |
| 226 | Перегрёб              | деревня         | ↘1        | Добручинская волость      |
| 227 | Песковицы             | деревня         | ↘0        | Добручинская волость      |
| 228 | Пископово             | деревня         | ↘2        | Самолвовская волость      |
| 229 | Плесна                | деревня         | ↘106      | Плесновская волость       |
| 230 | Пнёво                 | деревня         | →9        | Самолвовская волость      |
| 231 | Подборовье            | деревня         | ↘0        | Гдов                      |
| 232 | Подборовье            | деревня         | ↘39       | Спицинская волость        |
| 233 | Подкурье              | деревня         | ↗18       | Гдов                      |
| 234 | Подлипье              | деревня         | ↘34       | Спицинская волость        |
| 235 | Подложье              | деревня         | ↘4        | Плесновская волость       |
| 236 | Подолешье             | деревня         | ↘27       | Гдов                      |
| 237 | Подолешье             | деревня         | ↘2        | Добручинская волость      |
| 238 | Подолешье             | деревня         | ↘37       | Спицинская волость        |
| 239 | Подоспа               | деревня         | ↘5        | Гдов                      |
| 240 | Подосье               | деревня         | →4        | Плесновская волость       |
| 241 | Подсосонье            | деревня         | ↘32       | Плесновская волость       |
| 242 | Подшарье              | деревня         | →0        | Плесновская волость       |
| 243 | Полично               | деревня         | ↘200      | Гдов                      |
| 244 | Полна                 | деревня         | ↘209      | Полновская волость        |
| 245 | Полянка               | хутор           | ↘0        | Добручинская волость      |
| 246 | Посконкино            | деревня         | ↘0        | Добручинская волость      |
| 247 | Потрехново            | деревня         | ↘9        | Добручинская волость      |
| 248 | Прибуж                | деревня         | ↘102      | Чернёвская волость        |
| 249 | Пустошь               | деревня         | ↘0        | Полновская волость        |
| 250 | Путьково              | деревня         | ↘18       | Самолвовская волость      |
| 251 | Радоселье             | деревня         | ↘5        | Плесновская волость       |
| 252 | Раскопель             | деревня         | ↘28       | Спицинская волость        |
| 253 | Редковщина            | деревня         | ↘3        | Добручинская волость      |
| 254 | Ремда                 | деревня         | ↘109      | Самолвовская волость      |
| 255 | Речицы Малые          | деревня         | →13       | Юшкинская волость         |
| 256 | Рогачево              | деревня         | ↘15       | Спицинская волость        |
| 257 | Родня                 | деревня         | ↘0        | Полновская волость        |
| 258 | Рубцовщина            | деревня         | ↘3        | Добручинская волость      |
| 259 | Рубцовщина            | деревня         | ↘11       | Спицинская волость        |
| 260 | Ручьи                 | деревня         | ↘6        | Юшкинская волость         |
| 261 | Рябово                | деревня         | ↘5        | Добручинская волость      |
| 262 | Самолва               | деревня         | ↘210      | Самолвовская волость      |
| 263 | Самуйликово           | деревня         | →0        | Полновская волость        |
| 264 | Свобода               | деревня         | ↘3        | Гдов                      |
| 265 | Сельцо-Князево        | деревня         | ↘50       | Гдов                      |
| 266 | Сельцы                | деревня         | ↘12       | Гдов                      |
| 267 | Сидоровщина           | деревня         | ↘8        | Юшкинская волость         |
| 268 | Синьковщина           | деревня         | ↘25       | Гдов                      |
| 269 | Ситково               | деревня         | ↘0        | Добручинская волость      |
| 270 | Славотино             | деревня         | ↘5        | Плесновская волость       |
| 271 | Слобода               | деревня         | ↘522      | Гдов                      |
| 272 | Слудка                | деревня         | ↘2        | Чернёвская волость        |
| 273 | Смуравьёво-2          | посёлок         | ↘802      | Добручинская волость      |
| 274 | Сорокина Гора         | деревня         | ↗11       | Юшкинская волость         |
| 275 | Сорокино              | деревня         | ↘0        | Полновская волость        |
| 276 | Сос                   | деревня         | ↘5        | Добручинская волость      |
| 277 | Сосно                 | деревня         | ↘15       | Спицинская волость        |
| 278 | Сошня                 | деревня         | ↘2        | Гдов                      |
| 279 | Спицыно               | деревня         | ↘137      | Спицинская волость        |
| 280 | Старая Зубовщина      | деревня         | →0        | Полновская волость        |
| 281 | Старина               | деревня         | ↘0        | Добручинская волость      |
| 282 | Старое Загорье        | деревня         | →11       | Полновская волость        |
| 283 | Степанско             | деревня         | ↘2        | Чернёвская волость        |
| 284 | Сторожинец            | деревня         | ↘23       | Юшкинская волость         |
| 285 | Стректово             | деревня         | ↗9        | Юшкинская волость         |
| 286 | Строгино              | деревня         | ↘3        | Спицинская волость        |
| 287 | Стропицы              | деревня         | ↘10       | Юшкинская волость         |
| 288 | Сырой Лес             | деревня         | ↘22       | Гдов                      |
| 289 | Таборы                | деревня         | ↘13       | Самолвовская волость      |
| 290 | Татьянкино            | деревня         | →2        | Гдов                      |
| 291 | Телицино              | деревня         | ↘2        | Полновская волость        |
| 292 | Тербачёво             | деревня         | ↘4        | Плесновская волость       |
| 293 | Тереб                 | деревня         | ↘10       | Полновская волость        |
| 294 | Трутнево              | деревня         | ↘207      | Юшкинская волость         |
| 295 | Тупицино              | деревня         | ↘135      | Чернёвская волость        |
| 296 | Турковщина            | деревня         | ↘0        | Добручинская волость      |
| 297 | Ужово                 | деревня         | ↘12       | Добручинская волость      |
| 298 | Ульдежка              | деревня         | ↗5        | Добручинская волость      |
| 299 | Ульдига               | деревня         | ↘2        | Добручинская волость      |
| 300 | Устье                 | деревня         | ↘169      | Гдов                      |
| 301 | Федово                | деревня         | →0        | Полновская волость        |
| 302 | Хворки-1              | деревня         | ↗1        | Плесновская волость       |
| 303 | Хворостово            | деревня         | ↘1        | Добручинская волость      |
| 304 | Хитово                | деревня         | ↗35       | Добручинская волость      |
| 305 | Хохлово Барское       | деревня         | ↘28       | Гдов                      |
| 306 | Худыкино              | деревня         | ↘2        | Добручинская волость      |
| 307 | Черемха               | деревня         | ↗5        | Гдов                      |
| 308 | Черма                 | деревня         | ↘39       | Гдов                      |
| 309 | Чернёво               | деревня         | ↘10       | Чернёвская волость        |
| 310 | Чернёво               | село            | ↘372      | Чернёвская волость        |
| 311 | Чернечки              | деревня         | ↗19       | Полновская волость        |
| 312 | Черно                 | деревня         | ↘0        | Добручинская волость      |
| 313 | Чечевино              | деревня         | ↘4        | Полновская волость        |
| 314 | Чудская Рудница       | деревня         | ↘72       | Самолвовская волость      |
| 315 | Чудские Заходы        | деревня         | ↘7        | Самолвовская волость      |
| 316 | Шелопугино            | деревня         | ↘6        | Юшкинская волость         |
| 317 | Шиловщина             | деревня         | ↗3        | Гдов                      |
| 318 | Шипилино              | деревня         | ↘4        | Чернёвская волость        |
| 319 | Щепец                 | деревня         | ↘12       | Плесновская волость       |
| 320 | Юхновщина             | деревня         | ↘3        | Гдов                      |
| 321 | Юшкино                | деревня         | ↘44       | Юшкинская волость         |
| 322 | Ющерово               | деревня         | ↘1        | Добручинская волость      |
| 323 | Язьво                 | деревня         | ↘6        | Плесновская волость       |
| 324 | Яктушино              | деревня         | ↘9        | Чернёвская волость        |
| 325 | Ямм                   | село            | ↘577      | Полновская волость        |
| 326 | Ямно                  | деревня         | ↗1        | Чернёвская волость        |
| 327 | Ямок                  | деревня         | ↘16       | Полновская волость        |
| 328 | Ямщина                | деревня         | ↘63       | Гдов                      |

## Территориально-муниципальное устройство

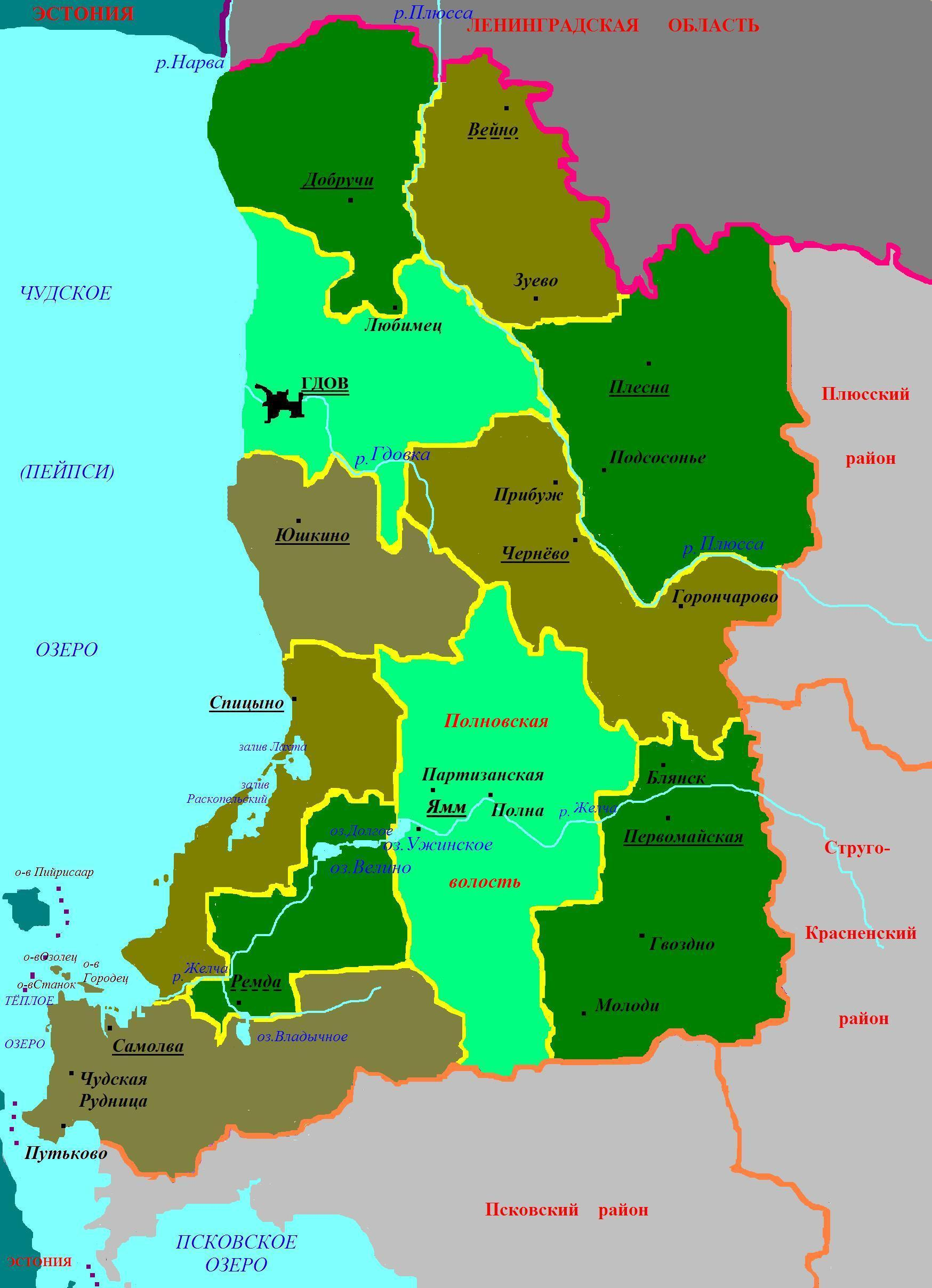
Административное деление Гдовского района в 1971—2005 годах (до 1995 года вместо волостей — одноимённые сельсоветы)

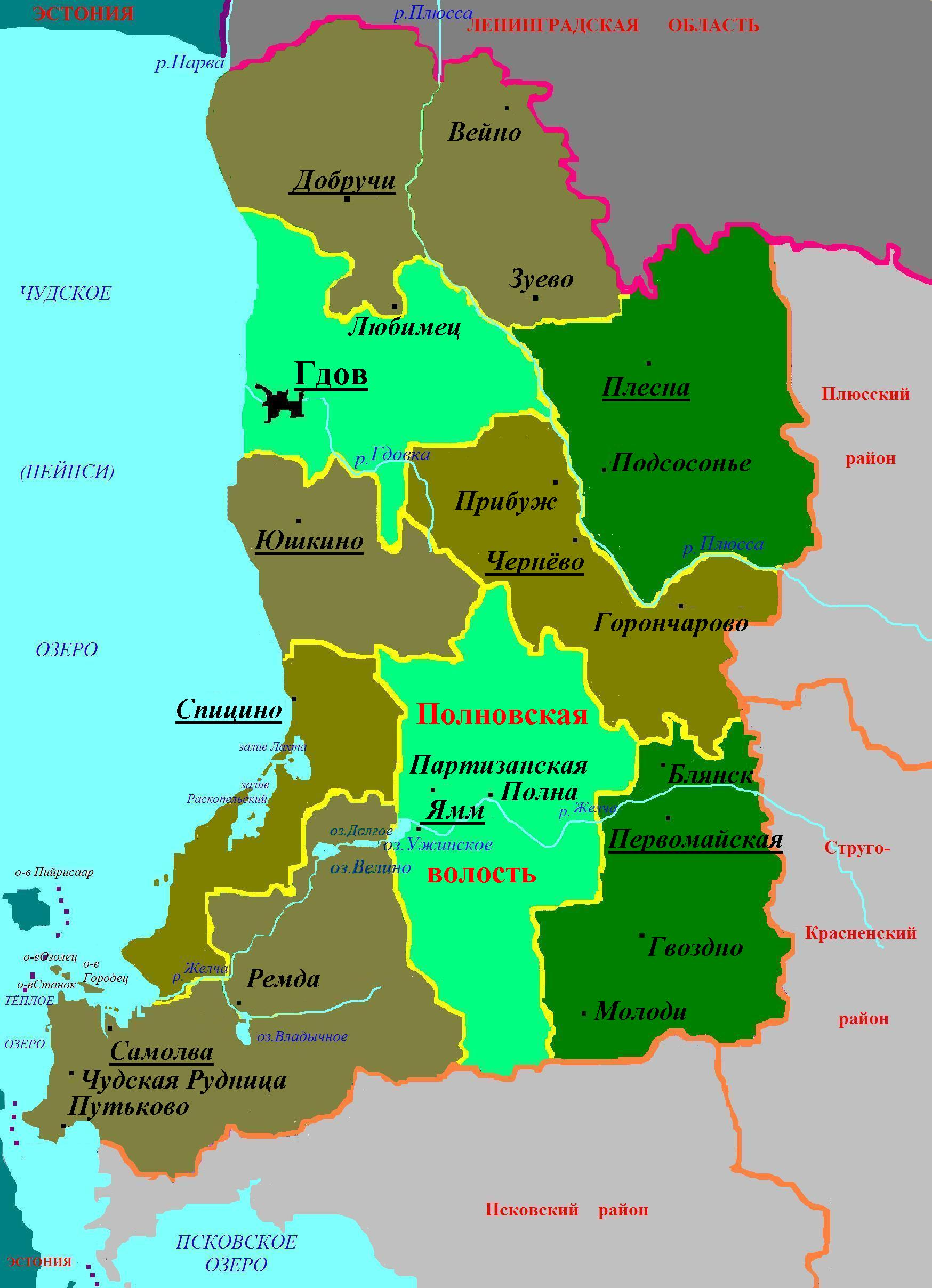
Административное деление Гдовского района в 2006—2015 годах

Гдовский район с апреля 2015 года включает 8 муниципальных образований: 1  городское и 7 сельских поселений (волостей):
| № | Муниципальное образование | Статус МО | Административный центр | Количество населённых пунктов | Население | Площадь, км² |
| - | ------------------------- | --------- | ---------------------- | ----------------------------- | --------- | ------------ |
| 1 | Гдов                      | ГП        | г. Гдов                | 63                            | ↘4764     | 329,8        |
| 2 | Добручинская волость      | СП        | д. Добручи             | 74                            | ↘1092     | 302,4        |
| 3 | Плесновская волость       | СП        | д. Плесна              | 29                            | ↗250      | 502,3        |
| 4 | Полновская волость        | СП        | с. Ямм                 | 49                            | ↘1209     | 947,1        |
| 5 | Самолвовская волость      | СП        | д. Самолва             | 31                            | ↘390      | 363,7        |
| 6 | Спицинская волость        | СП        | д. Спицыно             | 20                            | ↘404      | 265,6        |
| 7 | Чернёвская волость        | СП        | с. Чернёво             | 30                            | ↗691      | 412,2        |
| 8 | Юшкинская волость         | СП        | д. Юшкино              | 32                            | ↘429      | 268,3        |

### История административного устройства
В 1958 году Гдовский район получил современные границы после присоединения Самолвовского сельсовета упразднённого Серёдкинского района и всех сельсоветов упразднённого Полновского района.
С 1971 года в район входил 1 город районного значения и 11 сельсоветов, которые в 1995 году были преобразованы в волости.
Законом Псковской области от 28 февраля 2005 года в границах волостей были образованы 9 муниципальных образований: 8 сельских поселений (волостей) и 1 городское поселение с 1 января 2006 года в составе муниципального образования Гдовский район со статусом муниципального района. При этом
в том же 2005 году были упразднены Вейнская волость (в пользу Добручинской), Ремдовская волость (в пользу Самолвовской) и Гдовская волость (в пользу города Гдова в виде городского поселения Гдов).
2005—2015
| № | Муниципальное образование | Статус МО | Административный центр | Количество населённых пунктов | Население | Площадь, км² |
| - | ------------------------- | --------- | ---------------------- | ----------------------------- | --------- | ------------ |
| 1 | Гдов                      | ГП        | г. Гдов                | 63                            | 5769      |              |
| 2 | Добручинская волость      | СП        | д. Добручи             | 74                            | 1340      |              |
| 3 | Плесновская волость       | СП        | д. Плесна              | 29                            | 238       |              |
| 4 | Первомайская волость      | СП        | д. Первомайская        | 29                            | 345       |              |
| 5 | Полновская волость        | СП        | с. Ямм                 | 20                            | 1489      |              |
| 6 | Самолвовская волость      | СП        | д. Самолва             | 31                            | 586       |              |
| 7 | Спицинская волость        | СП        | д. Спицино             | 20                            | 1174      |              |
| 8 | Чернёвская волость        | СП        | с. Чернёво             | 30                            | 717       |              |
| 9 | Юшкинская волость         | СП        | д. Юшкино              | 32                            | 801       |              |

Согласно Закону Псковской области от 30 марта 2015 года № 1508-ОЗ «О преобразовании муниципальных образований» Первомайская волость была упразднена в пользу Полновской волости с административным центром в селе Ямм.

## Экономика
Объём продукции промышленности в отпускных ценах составил в 2004 году 193,7 млн рублей.

## Транспорт

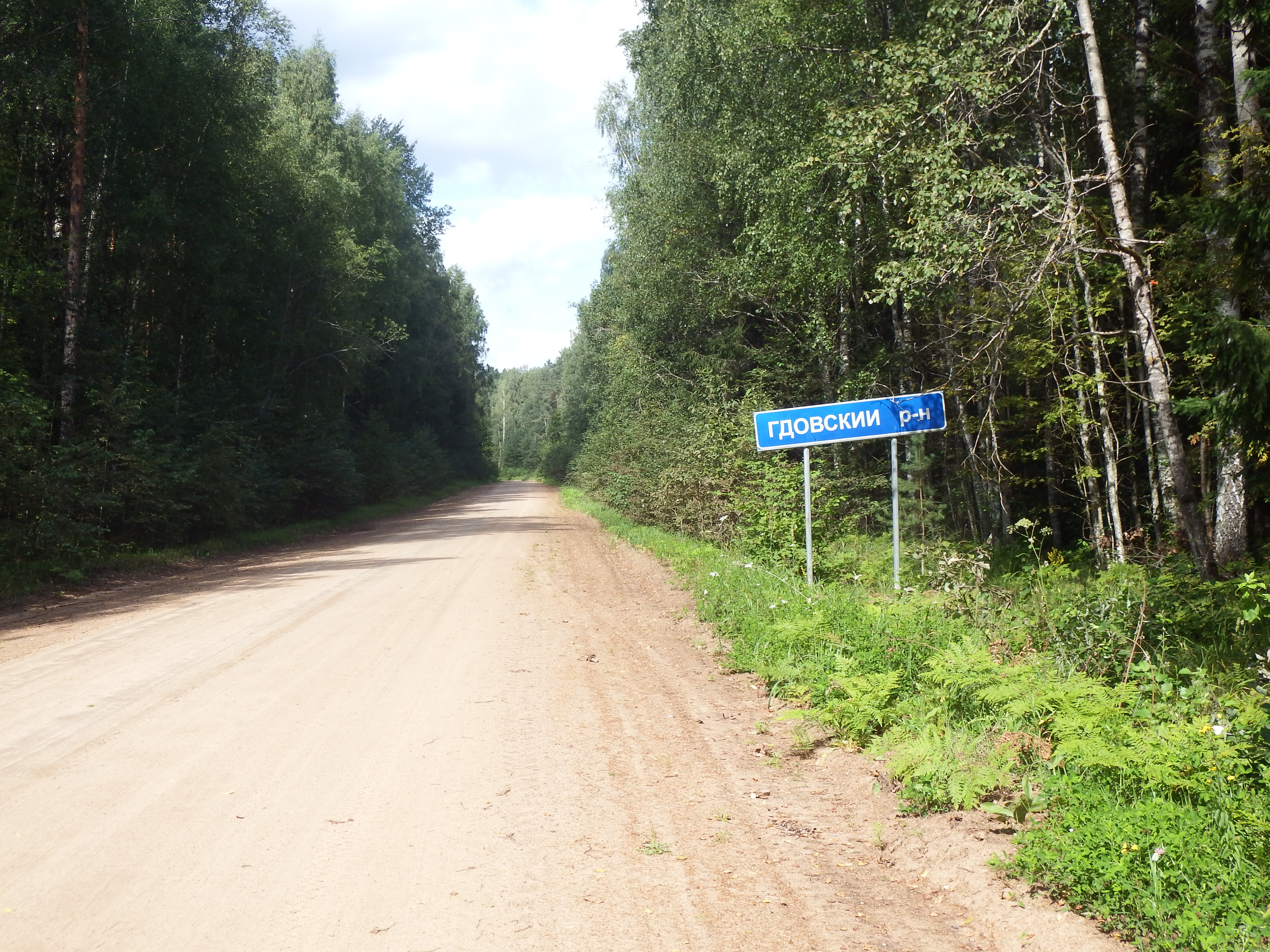
Въезд в Гдовский район по дороге Р-61 (58К-089) Заполье — Плюсса — Гдов

Через район в меридиональном направлении проходят шоссе Псков — Сланцы — Санкт-Петербург, в широтном — автомобильная дорога Р-61 (58К-089) Заполье — Плюсса — Гдов. Железная дорога Гдов — Санкт-Петербург через Сланцы не используется, разобрана.

## СМИ
Самое популярное онлайн-медиа на территории Гдовcкого района — сообщество «Граждане Гдовского края» (ВКонтакте, Телеграм, Инстаграм). С нерегулярной периодичностью издание выходит в печатном формате под названием «ГражданинЪ».
Также в районе распространяется общественно-политическая газета «Гдовская Заря», издаваемая областной автономной некоммерческой организацией «Медиа 60».

## Известные уроженцы
- Бойцов, Александр Герасимович (1904—1977) — советский военный деятель, полковник. Герой Советского Союза.